# Osvald IV. Berški
Osvald IV. grof Berški (* grad Boxmeer, 5. september 1646 – † Grad Bergh, 20. junija 1712) je bil drugi sin cesarskega grofa Alberta Berškega in Madeleine de Cusance.

## Otroštvo
Osvald IV. Berški je bil zadnji grof Berški iz rodbine Leških. Od imenovanja gospoda Viljema II. Leškega za gospoda Berškega, je ta rodbina vladala tri stoletja. Starši ga niso dali takoj krstiti, a ker ni bil zdrav, so morali to storiti na hitro mesec dni po rojstvu  4. oktobra. Izvedba slovesnosti je bila zato nepopolna, tako da je bil ponovno krščen deset let kasneje, 24. septembra 1656 . Osvald je večino svojih najstniških let preživel na južnem Nizozemskem. V letih 1659 in 1660 je bil v Bruslju, središču južne Nizozemske. Kasneje je več let študiral na Univerzi uporabnih znanosti v Leuvnu skupaj z mlajšim bratom Viljemom Leopoldom. Podatkov o njegovem študiju ni na voljo, toda okoli leta 1669 se je vrnil k materi in živel izmenično v 's-Heerenbergu in Boxmeerju.

## Preprečen napad
Kmalu po vrnitvi grofa Osvalda iz Leuvna so komajda preprečili poskus ogrozitve njegovega življenja. Po navedbah v listinah arhiva gradu Bergh je 4. marca 1669  22-letni Osvald s svojo mamo in nekaj drugimi ljudmi odšel na konjsko tržnico v Eltenu. Na poti nazaj v 's-Heerenberg je njihovo kočijo blizu Stokkuma prehitelo približno osem jezdecev, ki jih je vodil Squire iz Lottuma. To je bil verjetno Filip Karl Wylichški in Lottumski ( 1650 – 1719 ), ki je živel na pol poti med Emmerikom in Reesom na gradu Hueth.
Vitez Lottumski je imel neki spor z grofovo družino in jih je, kot kaže, hotel rešiti pod grožnjo s strelnim orožjem. Končalo se je, ko je neki Gentski, ki je prav tako spadal v spremstvo squira, svojemu šefu vzel pištolo. Grof Oswald in njegova druščina so pobegnili nepoškodovani.

## Vladajoči grof Berški
Dva meseca pred njegovim drugim krstom leta 1656 je njegov oče umrl. Osvaldov brat Friderik Franc, tri leta starejši, je bil naslednik, ker pa je bil še mladoleten, je njegova mati delovala kot regent. Friderik Franc je umrl leta 1661, star osemnajst let, s čimer so pravice nasledstva prešle na Osvalda. Vendar pa so pravice gospostev Boxmeer in Diksmuide , ki sta bili prav tako Berška posest, prešle na Osvaldovega mlajšega brata Viljema Leopolda, ko pa je leta 1673 umrl , je Osvald prejel tudi ta gospostva.
Ko je leta 1661 umrl Friderik Franc, je bil Osvald star petnajst let in je bil še mladoleten, zato je njegova mati ostala regentka. Ko pa je postal polnoleten, se ni hotela odpovedati regentstvu. To je poleg finančnih težav, ki so že obstajale, povzročilo veliko nesoglasij med materjo in sinom. Leta 1674 je imel Osvald po hudi bolezni dovolj in je uradno prevzel grofijo Bergh proti volji svoje matere. Takrat je bil star že 28 let. Šele po materini smrti leta 1689 se je lahko nemoteno imenoval grof Berški.
Dve leti preden je uradno prevzel Bergh, je razkril svojo politično usmeritev. Bil je prvi in edini izmed grofov Berških, ki se kljub prejšnjemu bivanju v Bruslju in Leuvnu ni osredotočil na Južno Nizozemsko in Nemčijo, temveč na Haag. Januarja 1672 (leto katastrofe in začetek francoske vojne ) je obiskal to mesto, da bi ponudil svoje storitve generalnim stanovom Republike Združene Nizozemske. Na poti nazaj je odpotoval z novim stadtholderjem Viljemom III. do trdnjave Wesel, da bi jo skupaj z njim pregledal.
Glede na sodelovanje je moral biti odnos s stadtholderjem Viljemom III. vsaj razmeroma dober. Toda med letoma 1669 in 1675 je bil grof Osvald v sporu glede mitnine pri Hapschenu s stadtholderjem kot gospodarjem graščine Cuijk. To je bila mitnina v gospostvu berškega Haps aan de Maas, ki je mejila na graščino Cuijk. V Hapsu je obstajala tako kopenska kot vodna mitnina, vendar ni jasno, glede katere od obeh je prišlo do nesoglasja.
Kljub njegovi podpori republiki je istega leta grof Osvald z mamo in bratom Viljemom Leopoldom odpotoval v Francijo, državo, od koder prihaja njegova mati. S spremstvom so potovali s potnim listom, ki ga je 20. junija 1672 v Doesburgu izdal osebno francoski kralj Ludvik XIV. Sončni kralj je tja prispel nekaj dni prej na svojem pohodu med francosko vojno. Leta 1678 (njegov brat Viljem Leopold je medtem umrl) je Osvald z materjo in spremstvom spet odšel v Francijo. Tokrat so potovali s potnim listom, izdanim v Maastrichtu v imenu Ludvika XIV.
Osvald IV. je od svojih staršev podedoval velike dolgove, ki so nastali predvsem zaradi številnih sodnih procesov, v katere sta bila vpletena. To mu ni preprečilo, da bi živel v velikem razkošju, do te mere, da so njegovi dolgovi narasli z 92.000 guldnov leta 1674 na 697.000 guldnov ob njegovi smrti leta 1712. Vzrok zanje so bile predvsem številne prenove, ki jih je izvedel na svojih gradovih in na življenjski slog, ki ga je vodil. Menijo, da to gre pripisati  vplivu njegove matere Francozinje in svojega francoskega vrstnika Ludvika XIV. Vsekakor je zaradi študija v Leuvnu in obiskov Francije – dežele svoje matere – postal zelo kulturen plemič. Poleg tega so vsi ugledni zgradili palačo v tistem času, kot je Stadtholder Viljem III., ki je okoli leta 1690 zgradil palačo Het Loo . Seveda je dal tudi Osvald zgraditi francoski vrt.
Grad Bergh je bil njegova stalna rezidenca, kjer je dvoril s kraljevsko privlačnostjo. Tam je imel sokolarja in dvorne glasbenike. Gostje so si ob prihodu lahko ogledali njegov in ženin portret v obliki dveh klasicističnih medaljonov, ki sta še danes vzidana na obeh straneh vrat glavnega gradu. Tudi portreta drugega grofovskega para, Leopolda in Antonije , je še vedno mogoče videti enega ob drugem v 's-Heerenbergu. Za svoje obiske v Boxmeerju je imel kočijo, ki jo je vleklo šest konj isabelske barve. Takšni konji imajo svetlo rumeno dlako in belo grivo.

## Poroka in nasledstvo
Grof Osvald je bil star že štirideset let, ko se je 31. decembra 1686 na gradu Rietberg v Vestfaliji poročil s 37-letno grofico Marijo Leopoldino Oostfrieslandsko-Rietberško. Mesec dni pozneje, 28. januarja 1687, je s »ženo« prispel v 's-Heerenberg. 
Zakon Osvalda in njegove žene je ostala brez otrok. Da bi zagotovil neodvisno preživetje grofije Bergh, je dal Osvald v gradu Berghu leta 1699 sestaviti oporoko, v kateri je za dediča določil svojega takrat 21-letnega bratranca (strica) Franca Henrika Hohenzollern-Sigmaringenskega, stolnika v Kölnu.  Franc Henrik je bil drugi sin njegove sestre Marije Klare. 19. junija 1712 je dal sestaviti novo oporoko, v kateri je določil, da njegove pravice preidejo na Franca Viljema Hohenzollern-Sigmaringenskega , drugega vnuka Marije Klare (njegov oče je bil najstarejši sin Marije Klare Meinrad Karl Anton). Postavljene so bile nekatere zahteve. Vnuk je moral priti živet na Nizozemsko (kar je tudi storil), uporabljati grb Beških (ta je postal kombinacija z grbom Hohenzollernov ) in prevzeti je moral ime grofje Bergh (kar je postalo Hohenzollern-Bergh). Tako je bila ustanovljena nova grofovska hiša Hohenzollern-Bergh. Ker je bil Franc Viljem leta 1712 star le sedem let, je Osvaldova vdova postala regentka za vnuka svoje svakinje. Prevzela je tudi njegovo vzgojo. Po njeni smrti leta 1718 je mati Franca Viljema prevzela regentstvo do njegove polnoletnosti.
Osvaldova oporoka z dne 19. junija 1712 je bila njegova druga in zadnja. Naslednji dan je umrl v gradu Berghu ob treh popoldne. Bil je star 66 let. Bilo bi očitno, da bi ga pokopali v grobnici v 's-Heerenbergu, če ne bi cerkveni svet že leta 1668 sklenil , da se zaradi dotrajanosti poruši streha nad tem grobom in polovica cerkve. Zato so ga 22. junija pokopali v cerkvi v Boxmeerju, poleg očeta Alberta in matere Madeleine. Po treh stoletjih je z njim v moški liniji izumrla hiša Leških (Van der Leck).
Osvald je bil pokopan v cerkvi svetega Petra (od leta 1999 - bazilika) v Boxmeerju. Njemu v spomin je postavljen nagrobni spomenik, ki ga je izdelal flamski kipar Jan-Baptist Xavéry ( 1697 – 1742 ). Upodablja sarkofag, na vrhu katerega je obelisk. Ta prikazuje žalostno otroško figuro (a putto ) z lobanjo poleg nje. Na sarkofagu je latinsko besedilo, obelisk pa Leopoldinin grb na desni in možev na levi strani.

## Zapuščina
Leta 1653 so starši grofa Osvalda ustanovili karmeličanski samostan v Boxmeerju. V križnem hodniku okoli dvorišča tega samostana je osemnajst vitražev, ki so jih večinoma darovali njegovi sorodniki, med njimi starši in žena.
Sam grof Osvald je leta 1684 podaril svoj vitraž. Zdi se, da je tedaj nagovarjal svoje sorodnike, naj storijo enako, saj so iz tega leta tudi vitraži njegove sestre Marije Klare in njenega moža Maksimilijana Hohenzollern-Sigmaringenskega ter vitraži treh otrok njegovega strica Henrika : Elizabete Katarine, Marije Elizabete in Hermana Friderika. Tam je tudi vitraž njegove žene.